# Oosterpark (Harlingen)
Oosterpark is een woonwijk in de stad Harlingen.
Het Oosterpark grenst in het westen tegen de snelweg de N31, in het noorden grenst het tegen de Spoorlijn Harlingen - Nieuwe Schans en in het oosten en het zuiden tegen de weilanden. Oosterpark heeft circa 7.190 inwoners. De langste straat in de wijk is de F.D. Domelanieuwenhuisstraat, de enige hoofdweg van de wijk.
De wijk is in de jaren 60 en 70 van de vorige eeuw gebouwd. De meeste straten zijn vernoemd naar staatsmannen, dichters en schepen (Schepenbuurt).
Enkele jaren geleden (voor 2013) kende het Oosterpark relatief veel criminaliteit. Dankzij onder meer de verrichtingen van Centrum voor Jeugd en Gezin behoort deze terreur inmiddels tot het verleden.